# 罗纳德·弗洛赖因
罗纳德·弗洛赖因（荷蘭語：Ronald Florijn，1961年4月21日—），荷兰男子赛艇运动员。他曾代表荷兰参加1988年、1992年和1996年夏季奥林匹克运动会赛艇比赛，其中1988年奥运会和1996年奥运会各获得一枚金牌。